# Усикаупунки
Усикаупунки (фин. Uusikaupunki, швед. Nystad) је град у Финској, у југозападном делу државе. Усикаупунки је трећи по величини и значају град округа Ужа Финска, где град са окружењем чини истоимену општину Усикаупунки.

## Географија
Град Усикаупунки се налази у југозападном делу Финске. Од главног града државе, Хелсинкија, град је удаљен 230 км северозападно.
Рељеф: Усикаупунки се сместио у југоисточном делу Скандинавије, у историјској области Ужа Финска. Подручје града је равничарско до брежуљкасто, а надморска висина се креће око 5 м.
Клима у Усикаупункију је континентална, мада је за ово за финске услова блажа клима због утицаја Балтика. Стога су зиме нешто блаже и краће, а лета свежа.
Воде: Усикаупунки се развио на североисточној обали Балтичког мора (Ботнијски залив). Град се сместио у оквиру омањег залива, а испред је архипелаг.

## Историја
Усикаупунки је за Финске услове стари град, који је градска права 1617. године 
Последњих пар деценија град се брзо развио у савремено градско насеље јужног дела државе.

## Становништво
Према процени из 2012. године у Усикаупункију је живело 10.029 становника, док је број становника општине био 15.687.
| 1980.  | 1990.  | 2000.  | 2012.  |
| ------ | ------ | ------ | ------ |
| 10.947 | 12.148 | 11.339 | 10.029 |

Етнички и језички састав: Усикаупунки је одувек био претежно насељен Финцима. Последњих деценија, са јачањем усељавања у Финску, становништво града је постало шароликије. По последњим подацима преовлађују Финци (98,7%), присутни су и у веома малом броју Швеђани (0,5%), док су остало усељеници.

## Галерија
- Кеј у Усикаупункију
- Лука Усикаупункија
- Стара протестантска црква у граду